# Боґушини
Боґушини (пол. Boguszyny, нім. Gottberg) — село в Польщі, у гміні Пелчиці Хощенського повіту Західнопоморського воєводства.
Населення — 429 осіб (2011).
У 1975-1998 роках село належало до Гожовського воєводства.

## Демографія
Демографічна структура станом на 31 березня 2011 року:
|          | Загалом | Допрацездатний вік | Працездатний вік | Постпрацездатний вік |
| -------- | ------- | ------------------ | ---------------- | -------------------- |
| Чоловіки | 211     | 50                 | 145              | 16                   |
| Жінки    | 218     | 56                 | 119              | 43                   |
| Разом    | 429     | 106                | 264              | 59                   |